# Lasius austriacus
Lasius austriacus je nedávno objevený druh mravence, který žije ve střední Evropě. Zatím jsou známy čtyři populace tohoto mravence, tři jsou v Rakousku, čtvrtá na území České republiky, v Podyjí.
Objev nového druhu v hustě obydlených oblastech se podaří zřídka. Lasius austriacus unikal pozornosti myrmekologů hlavně proto, že je velmi podobný dalším druhům mravenců z rodu Lasius, invazním druhům L. neglectus a L. turcicus, a jeho kolonie byly mylně považovány za kolonii některého z těchto druhů.
Dělnice tohoto mravence jsou asi 2,5 mm dlouhé, hnědé, ve srovnání s dělnicemi druhu L. turcicus jsou menší a mají menší oči. Lasius austriacus si staví podzemní hnízda, často pod kameny nebo pod mechem, v mraveništi je jen jediná královna (monogynní druh) a 1000-10 000 dělnic. Zdá se, že se jedná o druh žijící hlavně pod zemí a dělnice vylézají na povrch jen v noci.
Všechna objevená hnízda jsou na teplých, suchých a člověkem neporušených místech. Lasius austriacus se jeví jako vzácný druh mravence (Schlick-Steiner et al.; 2003b).